# Виділення ключового слова
Виділення ключового слова (або, простіше, виділення слова) - це проблема, яка вперше була визначена в контексті обробки природної мови. Вирішення проблеми полягає у виділенні деякого ключового слова в промовленого аудіопотоці.
Виділення ключового слова також є однією з проблем оптичного розпізнавання символів. Вона постає тоді, коли потрібно виділити всі екземпляри деякого слова у документі, не розпізнаючи його повністю.

## При обробці мовлення
Перші спроби розв'язання проблеми виділення ключових слів з’явилися наприкінці 1980-х. 
Особливим випадком виявлення ключових слів є виявлення «слів пробудження» (їх також називають «гарячими словами» за аналогією «гарячих клавіш»), що використовуються особистими голосовими помічниками, такими як Alexa або Siri, щоб «прокинутися» при вимові їх імені.
У Сполучених Штатах Америки Агенція національної безпеки використовує пошук ключових слів щонайменше з 2006 року. Ця технологія дозволяє аналітикам здійснювати пошук у великих обсягах записаних розмов та виявляти ті, що містять підозрілі ключові слова. Розмови можуть бути проіндексовані — тоді аналітики просто виконують запит до бази даних для того, щоби знайти те, що їх цікавить. IARPA профінансувала дослідження щодо виявлення ключових слів у програмі Babel .

Деякими з підходів, що використовуються для розв'язання цієї проблеми є:
- Ковзне вікно[en] та сміттєва модель;
- K-найкраща гіпотеза;
- Ітеративне декодування Вітербі[en];
- Згорткова нейронна мережа на коефіцієнтах кепстру мел-частот[4].

## В оптичному розпізнавання
Виділення ключових слів при обробці зображень документа можна розглядати як приклад більш загальної проблеми отримання зображень за вмістом. Метою є отримання найрелевантніших екземплярів запиту у колекції відсканованих документів. Запитом може бути текстовий рядок (запит-рядок) або зображення слова (запит-приклад).